# ネイションワイド・アリーナ
ネイションワイド・アリーナ（英: Nationwide Arena）は、アメリカ合衆国のオハイオ州コロンバスにある屋内競技場。NHLのフランチャイズであるコロンバス・ブルージャケッツのホームである。

## 概要
2000年にオープンした。2001年から2003年にかけてはNLLのコロンバス・ランドシャークスがホームとして利用し、2004年からはAFLの競技も行われている。また、プロレス団体WWEの興行や、総合格闘技イベントUFCの大会も行われている。2013年のNHLオールスターゲームが開催される予定だったが、ロックアウトの影響で中止。2015年にスライド開催となる。
2002年3月16日に行われたブルージャケッツ対カルガリー・フレームス戦で、エスペン・クヌートセンが放ったスラップショットが、ディフェンスマンのデレック・モリスのスティックに当たって方向が変わり、観客席にいた13歳の少女、ブリタニー・セシルの頭部に当たり、彼女は2日後の3月18日に亡くなった。NHL史上、飛来するパックがファンに当たり死亡する事故が起きたのは初めてのことであった。この事故により、NHLは各アリーナのゴール裏に、ナイロン製のネットを張ることを決定した。